# Сны Эйнштейна
Сны Эйнште́йна (англ. Einstein's Dreams) — роман американского физика и писателя Алана Лайтмана. Написан в 1992 году, первое издание вышло в 1993 году. Роман стал мировым бестселлером и был переведён на более чем 30 языков мира.

## Сюжет
Роман построен как коллаж снов, которые якобы снились Альберту Эйнштейну в 1905 году. Сны в основном посвящены новым концепциям времени, роящимся в голове учёного. Каждая концепция приводит к своему воображаемому миру, описываемому в произведении. Так, в мире, где время движется по кругу, люди вынуждены переживать свои успехи и неудачи снова и снова. В другом мире есть место, в котором время не движется, это место популярно у влюблённых и родителей, боящихся потерять своих детей, когда те вырастут. Ещё в одном мире время — это соловей, который может быть пойман простым колпаком. И тому подобное.

## Влияние на культуру
Сюжет романа лёг в основу целого ряда театральных постановок, а также музыкальных композиций «In This World» Пола Хоффмана, исполненной Сильвервудским трио, и «When Einstein Dreams» Нандо Мишлена.

## Переводы
Роман переведён на более чем 30 языков мира. На русский язык перевод осуществлён В. А. Харитоновым, на греческий — Вики Николаидесом, на испанский — Карлосом Пералтой, на итальянский — Кристиной Прассо, на каталанский — Эдуардом Кастаньо, на румынский — Сорин Палигой, на финский — Хилькой Пекканен, на французский — Клером Малру, на шведский — Яном Валеном.

## Награды
- 1994 — второе место в конкурсе на новоанглийскую премию ПЕН-клуба имени Уиншипа
- март 1998 — роман избран темой программы «Talk of the Nation», выходящей на радио National Public Radio

## Издания книги
- Alan P. Lightman. Einstein's dreams. — Pantheon Books, 1993. — 179 с. — ISBN 0679416463.
- Alan P. Lightman. Einstein's dreams. — Knopf Canada, 1993. — 179 с. — ISBN 0394227379.
- Alan P. Lightman. Einstein's dreams. — Sceptre, 1994. — 179 с. — (Sceptre books fiction). — ISBN 0340589256.
- Alan P. Lightman. Einstein's dreams. — Bloomsbury, 1994. — 153 с. — (Bloomsbury classics). — ISBN 0747518599.
- Alan P. Lightman. Einstein's dreams. — Vintage Contempories, 2004. — 140 с. — (Vintage Contemporaries Series). — ISBN 140007780X.

### Переводы
- греческий: Άλαν Λάιτμαν. Τα όνειρα του Αϊνστάιν. — Κάτοπτρο, 2005. — 158 с. — ISBN 960-7023-77-3.
- индонезийский: Alan Lightman. Mimpi-Mimpi Einstein. — Kepustakaan Populer Gramedia. — ISBN 9799203317.
- исландский: Alan Lightman. Draumar Einsteins. — Vaka-Helgafell, 1993. — 184 с. — ISBN 9979201703.
- испанский: Alan Lightman. Los Sueños de Einstein. — ONCE, 1994. — 180 с.
- итальянский: Alan Lightman. I sogni di Einstein. — Guanda, 1993. — 128 с. — (Prosa contemporanea). — ISBN 8877466367.
- каталанский: Alan Lightman. Els somnis d'Einstein. — Columna, 1993. — 111 с. — ISBN 8478095810.
- македонский: Ален Лајтман. Ајнштајновите сништа. — Темплум, 2003. — 112 с.
- малайский: Alan Lightman. Mimpi-mimpi Einsteins. — Kepustakaan Populer Gramedia, 1999. — 138 с.
- норвежский: Alan Lightman. Einsteins drømmer. — Cappelen, 1993. — 117 с. — ISBN 8202137446.
- польский: Alan Lightman. Sny Einsteina. — Limbus, 1993.
- португальский: Alan Lightman. Os sonhos de Einstein. — ASA, 1997. — 108 с. — ISBN 9724113809.
- румынский: Alan Lightman. Visele lui Einstein. — Humanitas, 2005. — 148 с. — ISBN 973-50-1079-8.
- русский: Алан Лайтман. Сны Эйнштейна. Друг Бенито. — АСТ, 2001. — 267 с. — (Мастера современной прозы). — 5000 экз. — ISBN 5170086121.
- финский: Alan Lightman. Einsteinin unet. — WSOY, 2005. — 185 с. — ISBN 9510190004.
- французский: Alan Lightman. Quand Einstein rêvait. — R. Laffont, 1993. — 123 с. — (Pavillons). — ISBN 2221075021.
- шведский: Alan Lightman. Einsteins drömmar. — Forum, 1994. — 142 с. — ISBN 9137104853.